# Санта-Мария-ди-Визеу
Са́нта-Мари́я-ди-Визе́у (порт. Santa Maria de Viseu) — район (фрегезия) в Португалии, входит в округ Визеу. Является составной частью муниципалитета Визеу. По старому административному делению входил в провинцию Бейра-Алта. Входит в экономико-статистический субрегион Дан-Лафойнш, который входит в Центральный регион. Население составляет 7130 человек на 2001 год. Занимает площадь 3,57 км².

## Население
| Численность населения района по годам | Численность населения района по годам | Численность населения района по годам | Численность населения района по годам | Численность населения района по годам | Численность населения района по годам | Численность населения района по годам | Численность населения района по годам | Численность населения района по годам | Численность населения района по годам | Численность населения района по годам | Численность населения района по годам | Численность населения района по годам | Численность населения района по годам | Численность населения района по годам |
| ------------------------------------- | ------------------------------------- | ------------------------------------- | ------------------------------------- | ------------------------------------- | ------------------------------------- | ------------------------------------- | ------------------------------------- | ------------------------------------- | ------------------------------------- | ------------------------------------- | ------------------------------------- | ------------------------------------- | ------------------------------------- | ------------------------------------- |
| 1864                                  | 1878                                  | 1890                                  | 1900                                  | 1911                                  | 1920                                  | 1930                                  | 1940                                  | 1950                                  | 1960                                  | 1970                                  | 1981                                  | 1991                                  | 2001                                  | 2011                                  |
| 4 209                                 | 4 174                                 | 4 984                                 | 5 116                                 | 5 058                                 | 5 105                                 | 6 122                                 | 7 569                                 | 8 205                                 | 7 020                                 | 6 667                                 | 7 520                                 | 6 902                                 | 7 130                                 | 6 790                                 |